# Rhamnus calcicola
Rhamnus calcicola là một loài thực vật có hoa trong họ Táo. Loài này được Q.H. Chen miêu tả khoa học đầu tiên năm 1985.